# Sarcaulus wurdackii
Sarcaulus wurdackii es una especie de planta con flor en la familia Sapotaceae. 
Es endémica de Ecuador y de Perú. 

## Fuente
- World Conservation Monitoring Centre 1998. Sarcaulus wurdackii. 2006 IUCN Lista Roja de Especies Amenazadas; 23 de agosto de 2007

- Datos: Q5225156